# Laura Enever
Laura Enever est une surfeuse professionnelle australienne née le 14 novembre 1991 à Sydney, en Australie. 

## Palmarès et résultats

### Saison par saison
- 2008 :
  - 2e du Arrive Alive Central Coast Pro à Norah Head (Australie)
- 2009 :
  - 3e du Women's Pipeline Pro à Banzai Pipeline sur le North Shore d'Oahu (Hawaï)
  - 3e du Hurley US Open of Surfing à Huntington Beach (États-Unis)
  - 2e du Rio Surf International à Rio de Janeiro (Brésil)
- 2010 :
  - 3e du Swatch Girls Pro à Seignosse (France)
  - 1re du Billabong Women's Azores Island Pro à São Miguel (Açores)
  - 2e du ASP 6 Star Cabreiroa Surfing Girls à La Corogne (Espagne)
- 2011 :
  - 3e du Roxy Pro Gold Coast à Gold Coast (Australie)
- 2012 :
  - 3e du Australian Open à Sydney (Australie)
  - 2e du Roxy Pro Gold Coast à Gold Coast (Australie)
- 2013 :
  - 3e du Breaka Burleigh Pro à Gold Coast (Australie)
- 2014 :
  - 2e du Port Taranaki Pro à New Plymouth (Nouvelle-Zélande)
  - 3e du Los Cabos Open of Surf à San José del Cabo (Mexique)
  - 3e du Pantin Classic Galicia Pro à La Corogne (Espagne)
- 2015 :
  - 1re du Hurley Australian Open à Sydney (Australie)

### Classements
| Année             | 2011 | 2012 | 2013 | 2014 |
| ----------------- | ---- | ---- | ---- | ---- |
| Championship Tour | 10e  | 8e   | 10e  | 10e  |
| Qualifying Series |      | 19e  | 11e  | 5e   |